# Tolepsi
Tolepsi is een plaats in de provincie Gnagna in Burkina Faso. In 2005 woonden hier 1224 mensen.